# Ceropegia fortuita
Ceropegia fortuita ist eine Pflanzenart aus der Unterfamilie der Seidenpflanzengewächse (Asclepiadoideae). Durch ihre becherartig verwachsene Nebenkrone ist diese Art gut gekennzeichnet und steht dadurch etwas isoliert da.

## Merkmale

### Erscheinungsbild, Wurzel, Sprossachse und Blatt
Ceropegia fortuita ist eine ausdauernde, krautige Pflanze. Als Überdauerungsorgan wird eine bei einer Höhe von etwa 3 cm und einem Durchmesser von etwa 5 cm leicht abgeflachte kugelige Wurzelknolle gebildet. Gelegentlich werden auch Nebenknollen oberhalb der Hauptknolle ausgebildet. Jährlich wird je eine Sprossachse pro Knolle neu gebildet. Die krautige und wenig verzweigte Sprossachse besitzt einen Durchmesser von 1,5 bis 2 mm und wird meist windend und kletternd bis zu etwa 1 Meter lang. Es kommen jedoch auch Zwergformen vor, die selbständig aufrecht stehen, deutlich kleiner als 1 Meter und nicht windend sind. 
Die gegenständig angeordneten Laubblätter sind in Blattstiel und Blattspreite gegliedert. Der Blattstiel ist 2 bis 3 mm lang. Die leicht sukkulente Blattspreite ist bei einer Länge von bis zu 25 mm lang und einer Breite von 12 bis 15 mm eiförmig-lanzettlich und teilweise mit einem Spitzenzahn versehen. Die Blattränder und die Mittelrippe der Blattunterseite sind spärlich behaart. 

### Blütenstand und Blüte
Am Naturstandort in Natal blühten zwei Exemplare im Winter. Die Blütenstände entspringen seitlich an den Knoten. Der Blütenstandsschaft ist 3 bis 4 mm lang. Der Blütenstand enthält nur eine bis wenige Blüten, die sich nacheinander innerhalb eines Blütenstandes bilden. Der Blütenstiel ist etwa 3 mm lang. 
Die zwittrigen Blüten sind zygomorph und fünfzählig mit doppelter Blütenhülle. Die fünf Kelchblätter sind lanzettlich-pfriemlich und 3 bis 4 mm lang. Die fünf Kronblätter sind in über drei Vierteln der Länge zu einer geraden oder nur ganz leicht gebogenen außen glatten Kronröhre (Sympetalie) verwachsen. Die 3 cm lange Blütenkrone ist außen hellbraun-grünlich und innen purpurfarben. Der „Kronkessel“ ist bei einem Durchmesser von etwa 4 mm und einer Länge von etwa 6 mm ellipsoid. Der „Kronkessel“ geht allmählich in die eigentliche Kronröhre über, die basal einen Durchmesser von 1,5 bis 2 mm hat. Die Kronröhre erweitert sich zur Blütenmündung nur wenig auf einen Durchmesser von etwa 3 mm. Die Kronblattzipfel sind bei einer Länge von 10 bis 15 mm und einer Breite von 0,5 bis 1 mm linealisch-lanzettlich. Die Ränder der Kronblattzipfel sind nach außen gerollt und sie stehen aufrecht und sind mit den Enden verbunden und bilden so eine spindelige käfigartige Struktur. Die Kronblattzipfel sind purpurbraun gefärbt und innen fein behaart. Die interstaminale Nebenkrone ist fast komplett mit der staminalen Nebenkrone zu einer becherartigen Struktur verwachsen, die 1 bis 1,5 mm hoch ist. Die Zipfel der interstaminalen Nebenkrone sind daher nur noch durch schwache, unterschiedlich tiefe Einbuchtungen bzw. Ausbuchtungen in den Becherrand angedeutet. Die ursprünglichen „Zipfel“ sind leicht mittig eingebuchtet, die Begrenzungen zwischen den ursprünglich fünf Zipfeln sind etwas tiefer eingebuchtet. Die staminalen inneren Nebenkronblattzipfel sind nur basal mit der becherigen Nebenkrone verwachsen und sind bei einer Länge von etwa 2 mm sowie einer Breite von etwa 0,3 mm linealisch-löffelförmig. Sie stehen aufrecht, neigen sich nahe den Enden zusammen und die Spitzen sind wieder zurück gebogen. Die Pollinien sind breit eiförmig, an den Enden zugespitzt und messen 0,2 × 0,12 mm.

### Frucht und Same
Angaben zu Früchten und Samen liegen bisher nicht vor.

### Ähnliche Arten
Die Blütenkrone von Ceropegia fortuita ähnelt im Aussehen der Blütenkrone von Ceropegia conrathii,
Ceropegia africana und Ceropegia linearis. Die becherartig verwachsene Nebenkrone steht jedoch isoliert da.

## Vorkommen
Ceropegia fortuita kommt in KwaZulu-Natal und in Eswatini vor. Alexander Lang führt unter der geographischen Verbreitung dieser Art auch Simbabwe an, allerdings ohne Beleg. Auch Sabine Reinecke bilden eine Ceropegia fortuita auf ihren Seiten ab. Vermutlich handelte es sich um unpublizierte, eigene Aufsammlungen. Die Flora of Zimbabwe listet Ceropegia fortuita jedenfalls nicht auf.
Sie kommt dort im Buschland in warmen Tälern vor.

## Systematik und Taxonomie
Die Erstbeschreibung von Ceropegia fortuita erfolgte 1944 durch Robert Allen Dyer in den Flowering Plants of South Africa, Band 24, auf Tafel 925. Der Holotypus stammte aus dem Valley of a Thousand Hills in Natal (heute Provinz KwaZulu-Natal) und wird am Botanical Research Institute, National Herbarium, Pretoria (Südafrika) aufbewahrt.
Herbert Huber in seiner Revision der Gattung Ceropegia 1958 bewertete das Taxon lediglich als Unterart von Ceropegia africana: Ceropegia africana subsp. fortuita (R.A.Dyer) H.Huber.

## Belege